# 短輻單棘躄魚
短輻單棘躄魚（學名：Chaunax breviradius），為輻鰭魚綱鮟鱇目單棘躄魚亞目單棘躄魚科的其中一種，為熱帶底棲魚類，分布於中西太平洋的菲律賓海域，棲息深度180-510公尺，體長可達11公分，生活習性不明。

## 扩展阅读
維基物種上的相關：短輻單棘躄魚